# 韓国の端午
韓国における端午の節句（かんこくにおけるたんごのせっく）はタノ（ハングル: 단오）、あるいはスリンナル（수릿날）と呼ばれることもあり、朝鮮の暦で5つめの月の5日にあたる伝統的な祝日である。朝鮮半島の主要な伝統的祝日とされている。韓国ではこの祝日に催す伝統的なお祭りがいくつか残っており、そのうちのひとつである江陵端午祭はUNESCOの無形文化遺産に登録されている。

## 語源
タノという言葉は中国由来の端午から来ている。他の中国語由来の呼び名としては천중(가)절（天中（佳）節）、중오절（重午節）、단양（端陽）、오월절（五月節）などがある。
タノはスリンナルとも呼ばれており、これは「神の日」を意味する。「スリ」は「車」を意味する「スレ」 (수레; sure) に結びつけられる。このため車輪の模様の餅であるスリチトック（수리취떡）を食べる 。「スリ」はよく巫俗で象徴的に使われる「鷲」(수리; suri) と結びつけられることもある。スリンナルは漢字で「戌衣日」あるいは「水瀨日」と書かれることもあるが語源には関係しておらず、音だけをあてたものと考えられている。

## 起源

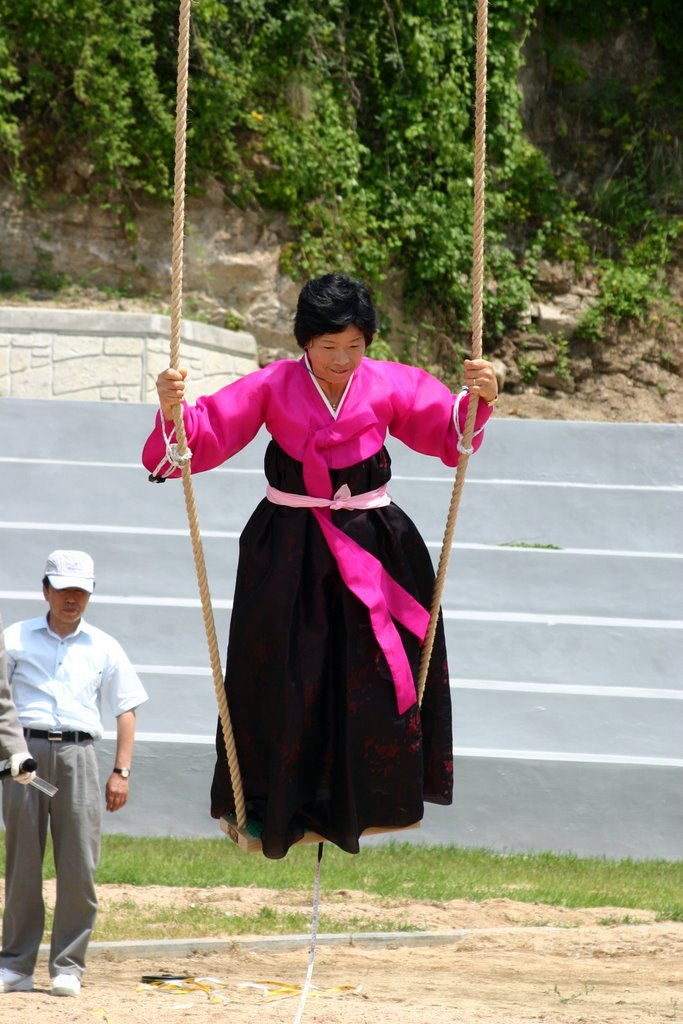
端午の節句のブランコ遊び

現代においては、タノは種まきをする季節の終わりに空の神にお参りする巫俗の儀礼として位置づけられている。馬韓の人々は5月に種まきが終わると歌や踊りで昼夜にわたりお祝いをしていたという。朝鮮半島北部では生き物は5月に冬の眠りから目覚めるとされていたため、タノはもともと北部で祝われる祭日であった。三国時代以降、祖神もこの日のお祝いの対象となり、伽耶では国の始祖とされる首露王を祀る1年の5つの祭りのうちのひとつとされるようになった。この時代頃から祖神崇拝がタノにおいて重要視されるようになった。
李氏朝鮮の時代にはより中国文化の影響が強くなり、タノという中国起源の名前が一般化して決まった日付で祝われるようになった。

## 行事
かつての暦では5月に行われる祭りだったが、現在の暦では6月になることが多い。韓国と朝鮮民主主義人民共和国の両方で公休日である。かつては端午は北部で最も重視される祭りであり、南では秋夕のほうが重視されていた。
行われる行事には二つの系統があり、中国から伝わって宮廷を中心に受容されてから一般的に広がったものと、朝鮮半島固有の農耕儀礼などに由来するものがある。菖蒲などを使う習慣は中国由来である一方、遊びなどは地元の習慣に由来するものが多い。

この日に女性が菖蒲湯で髪を洗う習慣があり、髪が綺麗になると言われていた。菖蒲はかんざしとして髪にさすこともあった。また、香りが邪気をはらうという言い伝えのあるシラネセンキュウを女性が髪に飾る習慣もあった。

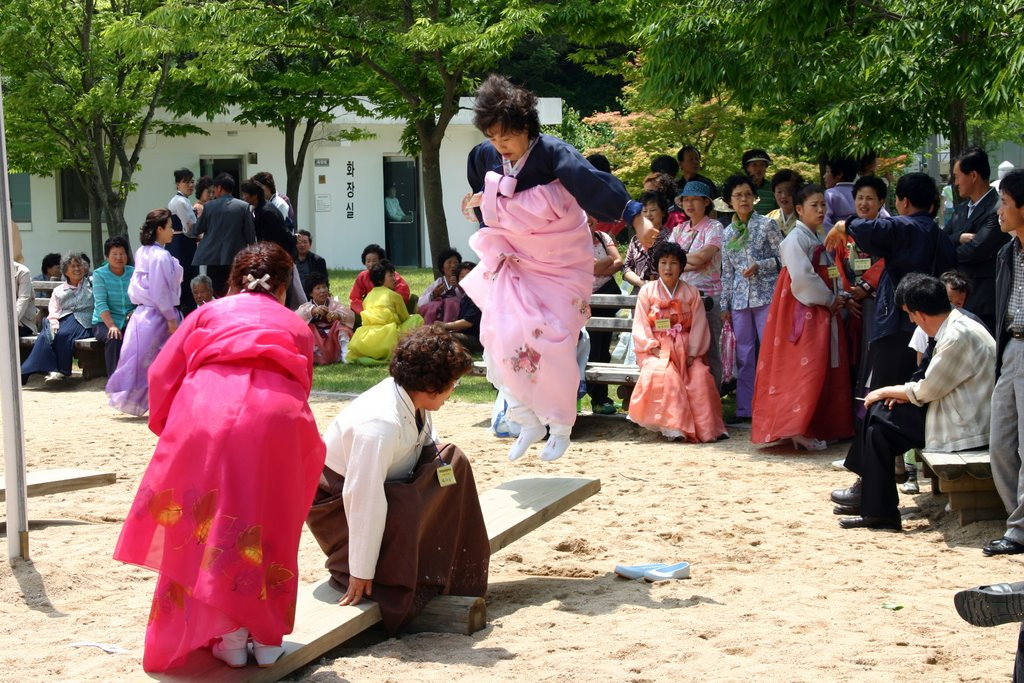
端午の節句にノルティギ（シーソーに似た遊び）を楽しむ人々

青と赤の衣服を着たり、菖蒲の根で赤く染めたかんざしを身につけることもあった。男性は邪気をはらうため菖蒲の根を腰のあたりに身につける。スリチトックやスクトックなど、ヨモギなどの薬効がある草を使った餅を食べる。
かつては男性はシルム、女性はブランコを楽しむ習慣があった。

## 江陵端午祭をめぐる議論
2005年に韓国の有名な端午の祭りである江陵端午祭がUNESCOの無形文化遺産として申請されたが、これに対して端午の節句は中国起源であるとして中国から反発があった。中国の研究者は、端午の節句は中国起源であり、それが周辺諸国に伝播したものであると主張している。一方で韓国側は江陵端午祭は新羅の偉人を祀るもので中国式の端午の節句とは全く異なると主張している。この時に韓国の江陵端午祭と中国の端午の節句を共同遺産として登録することが検討されたが、韓国側が内容の違いを理由に拒否し、2005年11月に韓国の江陵端午祭が、2009年に中国の端午の節句が、別々の祭りとして無形文化遺産に登録された。